# Pot ne pelje v dolino
Roman Pot ne pelje v dolino Ignaca Koprivca je izšel leta 1965, ponatisnjen je bil leta 1973 in leta 1974 preveden v srbohrvaščino.

## Zgodba
Kmet Braček iz vasi ob reki Pesnici na Štajerskem je po koncu druge svetovne vojne z ženo Lizo v konfliktu z državnima priganjačema Grilom in Plojem. Na vsak način ju hočeta prepričati, naj svojo zemljo prepišeta državi in se preselita v dolino, v mesto. Vse ostale sta že prepričala v odpis zemlje. Bračku je za razliko od njegovih dveh sinov Lujka in Južeka, ki sta se že podredila državnim ukrepom, njegova zemlja sveta. Braček ju prosi, naj se postavita na njegovo stran, a ne popustita, zato se jima odpove. Vaščani se nekajkrat zberejo, pripravijo več uporov proti državni prisili, a je njihov pogum prešibak. Gril in Ploj se večkrat maščujeta Bračku z odvzemom živine in s povzročanjem škode na polju. Ko začnejo rušiti še hišo in skedenj, se Braček preda in se z ženo odseli v dolino. Tam doživljata travme in razočaranja, tare ju domotožje. Pride nov upravnik, ki razdere Plojeve ukrepe in osvobodi vaščane. Ti se dogovorijo o skupni zemlji, v katero bo vsak vaščan dal nekaj svojega. Braček se s tem ne strinja, a proti sklepu ne more nič. 

## Kritika, literarna zgodovina
"Roman Pot ne pelje v dolino je vseskozi dober tekst. Stilno je ponekod manj urejen, komponiran pod vplivom modernega stilističnega eksperimentiranja, je bolj nametan z lirskimi kot epskimi elementi, številne prispodobe pa so ustrezne in naravne." (Šifrer 1966)
"V tem romanu se se razpreda pisateljevo grenko spoznanje o brezkončnem vrtincu v življenju kmeta, razpetega med čustveno navezanostjo na zemljo in ekonomizacijo ter kolektivizacijo kmečkega dela, ki ju prinaša novi čas. Da bi jasneje izpeljal svojo idejo, se Koprivec v tem romanu oprime tudi zanj nove kompozicijske tehnike: ob dogajanje v sedanjosti namreč vpleta v preteklost in bodočnost bežeča razmišljanja glavnih oseb. Vendar pa Koprivec še vedno ostane mojster opisa konkretne akcije, ki ima v tem romanu veliko vlogo. Kljub izraziti aktualnosti teksta se pisatelj ogne razrešitvi konflikta; prepušča jo času in vsemu dobremu, kar je v človeku." (Glušič 1966)
"Gladko tekočo pripovedno nit Koprivec v tem romanu pretrga; za njegov način pisanja je tak princip nekaj novega. Ob dogajanje v sedanjosti namreč vpleta v preteklost in v bodočnost bežeča razmišljanja posameznih oseb. V njih poskuša razkriti globlje nagibe za njihovo delovanje. Navzven ta način roman razgiblje in tudi notranje bogati; mnogokrat pa pisateljeve meditacije zaradi nejasnosti niso vprid pisateljevemu sicer pogumnemu in odkritosrčnemu razpletanju aktualnih sodobnih vprašanj. Koprivec je najbolj prepričljiv, kadar je preprost in neposreden, tedaj, ko se spoprime z akcijo nekega stvarnega dogodka, manj pa je uspešen tedaj, ko se izgublja v mnogostranskosti vsebinskih vijug in kompozicijskih eksperimentov. Očitno je, da je iskanje novih kompozicijskih oblik narekovala tudi sama ideja v romanu. Saj realistična kmečka povest v tradicionalni obliki ne more izpovedati zamotanih vprašanj sodobnega kmečkega življenja, kot to želi Koprivec v svojem romanu. Kljub izraziti aktualističnosti teksta se pisatelj v svojih sklepih ogne razrešitvi konflikta; prepušča jo času in vsemu dobremu, kar je v človeku. V svojem zadnjem romanu je glede kritičnosti v vprašanjih družbenih sprememb na vasi dosegel v primerjavi s svojimi zgodnejšimi deli pomemben korak." (Glušič 1967: 257–58)
"V drugem delu poskuša to stvarnost razložiti tako, kot jo doživlja njegov glavni junak. Skozenj se od časa do časa razpredajo kritične meditacije o novi ureditvi. Na ta način pisatelj doseže večjo verjemljivost, samo delo pa pridobi v konkretnih akcijah večjo umetniško prepričljivost. Pisatelj se vživi v miselnost in psiho svojega junaka, kar potem podkrepi in razpleta v samih akcijah. Uvodni del je poln poetičnosti in nam v retrospekciji pripoveduje pomembna življenjska načela glavnega junaka, hkrati pa že tudi v grobih obrisih nakaže kam se bo razvijala glavna ideja romana.
Razumljivo je, da se je Koprivec pri taji širokem in pisanem razponu psihičnih meditacij svojih junakov znašel pred problemom, kako zajeti vse duševne in čustvene preobrate. Zato ni čudno, da se večkrat zateka k retrospekciji, s katero poskuša združiti in obrazložiti najtanjše človekove misli, čustva in njegove notranje nagibe za reagiranje v situaciji. S tem roman vsekakor mnogo pridobi pri razreševanju sodobnih aktualnih vprašanj, zlasti pa pri psihološki karakterizaciji oseb. Z njo doseže tudi večjo dinamičnost, kar je romanu le v prid. Svoji preprostosti in neposrednosti je pisatelj v tem delu dodal novo kvaliteto, ki govori o njegovem večnem iskanju na področju kompozicije. Po določenih konfliktnih situacijah nas pisatelj pušča tudi v nejasnosti in nam prepusti, da jih sami razrešimo. Tega mu ne moremo jemati za zlo, razen morda konca romana, saj je s tem napravil roman zanimivejši, bralca pa pritegnil h globljemu razmišljanju." (Mate 1967)
"Pisatelj je dobil nagrado Prešernovega sklada, kritika je razglasila roman za knjigo leta in ga uvrstila med najboljša dela sodobne slovenske proze. Pohvalila je pogum in iskreno prizadevanje avtorja, da čim bolj resnično prikaže stisko kmečkega človeka v času, ko je socialistični način proizvodnje segel tudi na vas in začel rahljati njeno patriarhalno zgradbo." (Grabeljšek 1973)
"Koprivec se je zavedal, da realistično kmečka povest v tradicionalni obliki ne bi mogla izpovedati zamotanih vprašanj sodobnega kmečkega življenja. Zato je pod vplivom modernega stilističnega eksperimentiranja razširil svoj realistični princip. Potrgal je gladko tekočo pripovedno nit. Konkretno stvarnost prekinja z razmišljanji posameznih oseb. Tok njihovih misli prosto teče v preteklosti ali prihodnosti. Tako razkriva najtanje človekove misli in čustva, globlje nagibe za njihovo ravnanje. Pisatelj doseže večjo dinamičnost, karakterizacija oseb je psihološka. Intimni svet kmečke nature razgrinja skozi doživljajsko projekcijo kmeta Bračka. Njegova razmišljanja podaja v obliki notranjega monologa. Tu pa tam prodirajo skozenj kritične meditacije o novi ureditvi. Asociativno veže sedanjost z retrospektivnim poseganjem v preteklost. Družbeno stvarnost in svoj odnos do nje obrazloži v svoji »kataristiki«, nekoliko patetičnem pisanem prologu." (Koželj 1978)
"V svojih novelah in romanih, še prav posebno v romanu Pot ne pelje v dolino je Ignac Koprivec nemara najbolj avtentično v povojni slovenski književnosti označil in opisal tragiko, ki jo je v življenje posameznikov prinašala družbena in miselna preobrazba slovenskega kmetstva; njegovo zunanje in zlasti notranje razkrajanje in miselno prestrukturiranje. Kmet Braček ni le v sporu s krajevnimi oblastmi, ko brani svojo zemljo in eksistenco, marveč tudi s svojima sinovoma, ki bolj prožno dojemata tako politične kot praktične in tehnološke spremembe na vasi. Vznemirljivo literarno pričevanje Ignaca Koprivca vsekakor terja intenzivnejšo obravnavo, kot jo je mogoče podati v priložnostnem spominskem zapisu ob njegovem odhodu. (Vurnik 1981)
Ob izidu romana so kritiki in literarni zgodovinarji poročali v ducat zapisih (Murn 1983: 145–46, Sedej 1987), v slovenskih in drugih jugoslovanskih časopisih.
"Ignac Koprivec je že z naslovom povesti Pot ne pelje v dolino leta 1965, 20 let po koncu vojne, demonstrativno prekinil z zahtevo po proletarizaciji vasi. Kmečki gospodar se tu za razliko od Lobnikove ne vda novemu redu, ampak se mu upira do zadnjega in je v tem boju poražen. Kmečki gospodar je v tradicionalni kmečki povesti redko idealna oseba. Njegove značilne lastnosti so prej resnobnost, mrkost, zadirčnost, zlovoljnost, trma, avtoritativnost. Kadar te lastnosti presežejo normalno mero, je to znak za nujnost generacijske zamenjave. Tragika povojnega gospodarja, ki ni prav nič drugačen od predvojnega, je v tem, da ga nihče naslediti noče. Njegov spopad je brezupen, ker se ne spopada s potomcem (ta je pasiven ali se sploh pred spopadom umakne v dolino), ampak s sistemom, ki hoče podreti celo inštitucijo kmečkega doma, ne le poskrbeti za generacijsko zamenjavo. Koprivca vendarle ne moremo prišteti k literarnim upornikom in saboterjem povojne protikmečke politike. Čeprav ni dvoma, da je čustveno na strani tradicionalnega gospodarja, poskrbi za to, da tradicionalizem ni premagan s strani brezvestne nove oblasti, kar bi bralca moglo zrevoltirati do upora novemu redu, ampak ga premagajo njegovi bivši zavezniki bajtarji; s tem se odgovornost znova seli v roke t. i. zakonitosti socialnozgodovinskega razvoja." (Hladnik 1991)

## Nagrada
- nagrada Prešernovega sklada 1966